# Lucija Bešen
Lucija Bešen (Zagreb, 29. ožujka 1998.), hrvatska rukometašica članica RK Podravka. Igra na mjestu vratara.

## Karijera
Dolazi iz Sesveta gdje je i započela karijeru u RK Sesvete Agroproteinka. Godine 2020. prelazi u zagrebačku Lokomotivu. Nastupala je za Hrvatsku na Europskom prvenstvu 2020. u Danskoj gdje je osvojila brončanu medalju, a igrala je također i na Svjetskom prvenstvu 2021. u Španjolskoj. Ima sestru Gabrijelu koja je također rukometna vratarka.